# Trees van der Donck
Theresia Maria (Trees) van der Donck ('s-Hertogenbosch, 10 juni 1933 – Rotterdam, 16 mei 2015) was een Nederlands actrice, die bekendheid verwierf met de titelrol in de kinderserie Oma Fladder.
In deze door de AVRO uitgezonden serie was haar lijfspreuk "Alles mag, als het maar leuk is". Ook speelde zij een terugkerende bijrol in de comedyserie Zeg 'ns Aaa, als de enigszins bekakte mevrouw Bijlstra. Verder was ze te zien in series als Oppassen!!!, De Dageraad, De Appelgaard en Herenstraat 10.
Van der Donck was 25 jaar lang verbonden aan toneelgroep Theater uit Arnhem. Ze was van 1963 tot diens overlijden in 2000 getrouwd met de advocaat Jaap van Meurs.